# Circuit enterohepatic

Schema circuitului enterohepatic (transferul repetat ficat-bilă-intestin-reabsorbție-ficat)

Circuitul enterohepatic reprezintă circulația acizilor biliari, a bilirubinei, a medicamentelor sau a altor substanțe de la ficat la bilă, urmată de intrarea în intestinul subțire, absorbția de către enterocite și transportul înapoi la ficat. Este un concept deosebit de important în domeniul toxicologiei, deoarece multe xenobiotice lipofile trec prin acest proces, provocând leziuni hepatice repetate.
Circulația enterohepatică a medicamentelor descrie procesul prin care medicamentele sunt conjugate cu acid glucuronic în ficat, excretate în bilă, metabolizate înapoi prin hidroliză la forma liberă a medicamentului de către bacteriile intestinale, iar medicamentul este apoi reabsorbit în plasmă. Pentru multe medicamente care suferă acest proces, doze mai mici pot fi eficiente din punct de vedere terapeutic, deoarece eliminarea este redusă prin „reciclarea” medicamentului. 